# Peter Dahlqvist (fotbollsspelare)
Peter Dahlqvist, född 12 januari 1956, är en svensk fotbollsspelare som den 17 oktober 1971 gjorde A-lagsdebut för Örgryte IS mot IFK Norrköping. Därmed blev han yngste spelare någonsin  i Sveriges högsta division i fotboll för herrar. Han var då 15 år, nio månader och fem dagar. Rekordet kom att slås först den 2 september 2007, då av Niklas Bärkroth.
Dahlqvist blev senare nederländsk mästare 1975 med PSV Eindhoven.